# Pedro Lino Castro
Pedro Lino Castro; (* Santiago 1765 - † 1823). Sacerdote y parlamentario chileno. Ordenado en el sacerdocio en 1780. Realizó sus estudios en el Seminario Conciliar; y en 1787 fue presentado para la Parroquia de Vichuquén, que sirvió por poco tiempo. Más o menos, en 1792, obtuvo en concurso la Parroquia de Paredones, donde fue cura vicario, y permaneció en ella por largos años.

## Actividades políticas
- Simpatizante del movimiento pelucón.
- Diputado representante de Rere y Puchacay (1822-1823).

Asistió al Congreso durante un tiempo, luego solicitó licencia por un tiempo indefinido para medicinarse, ya que sufría de reumatismo que ponía en peligro su vida. Murió un mes después de abandonar el Congreso.